# Capitanía de Minas Gerais

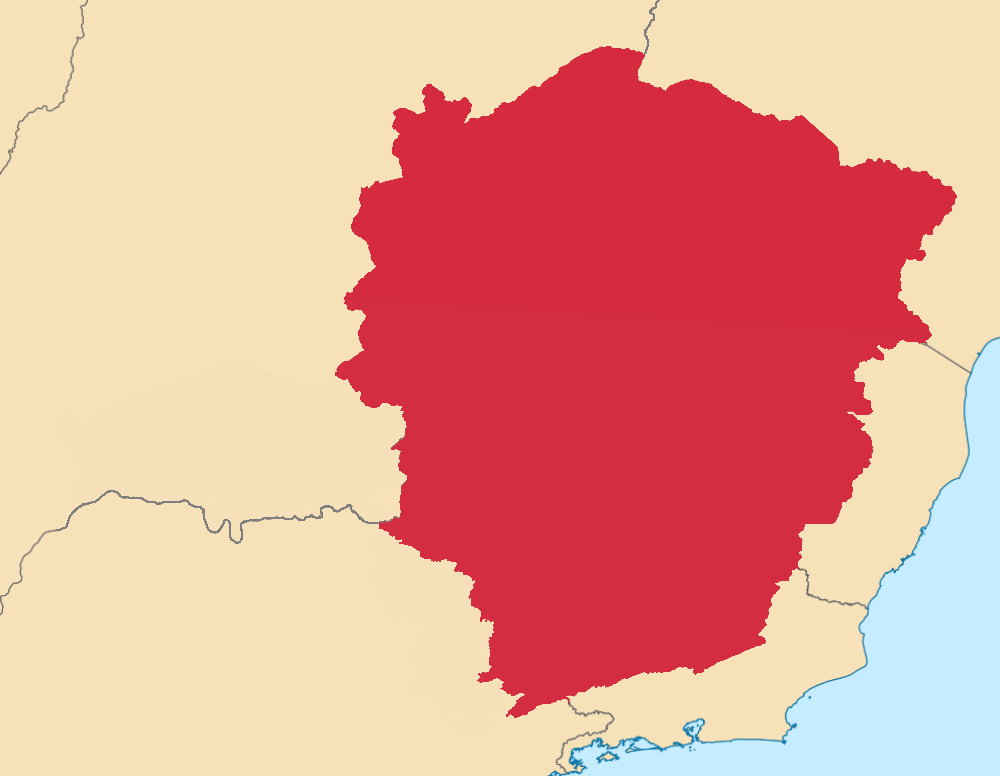
Capitanía de Minas Gerais en 1720. Inicialmente el territorio no incluía la región correspondiente al Sertão da Farinha Podre (actual Triángulo Minero, integrada en 1816) y el margen izquierdo del río Sapucaí y río Grande (integrada en 1764).

La capitanía de Minas Gerais fue una división administrativa del Brasil colonial, creada el 2 de diciembre de 1720 a partir de la división de la capitanía de São Paulo y Minas de Oro. Su capital era Villa-Rica (actual Ouro Preto).
El 28 de febrero de 1821 se convirtió en una provincia, con un territorio similar al del actual estado de Minas Gerais tras la proclamación de la República.